# Monteu da Po
Monteu da Po är en ort och kommun i storstadsregionen Turin, innan 2015 provinsen Turin, i regionen Piemonte, Italien. Kommunen hade 905 invånare (2017).